# A Banquet
A Banquet byla česká indie-rocková hudební skupina založená v létě 2009 v Praze.

## Historie

### Založení skupiny &Kiss The Night!(2009-2010)
Skupina byla založena Mathieuem a Michaelem v létě 2009 poté, co se rozpadli jejich předchozí regionální kapely. Krátce na to je doplnil Richard a již společně vydali ke konci roku 2009 demo nazvané FUTU-ROLL!. Následovala koncertní tour Ready for Futu-roll?!, během které kapela projela zejména Čechy. V dubnu 2010 nahráli svůj debutový singl ve studiu Soundevice s producentem Borisem Carloffem (Kryštof, Sunshine). Krátce po vydání byl singl vybrán na kompilaci časopisu REPORT - SoundCzech a remix od Armina Effenbergera se dostal do pořadu FRESH radia Express.
V létě 2010 kromě hraní na několika letních festivalech také uspořádali první on-line streamovaný akustický koncert, který se setkal s velkým úspěchem. Během podzimu 2010 A Banquet vyrazili na svojí první velké turné „FUTU-ROLL COMES TO RUIN YOUR CITY!“ v jehož rámci kapela koncertovala téměř ve všech známých klubech v České republice a představila se dvakrát i na Slovensku. Koncem listopadu 2010 kapela vydala své debutové EP Kiss the Night!, které rovněž produkoval Boris Carloff. Koncem roku byli A Banquet vyhlášeni objevem roku podle serverů Bandzone.cz a Indiemusic.cz .
Během jara 2011 A Banquet natočili dva videoklipy - k písním „Freeze to Caress“ a „Gold Frames“. Natočili také letní singl „Magic Eyes of May“ a odehráli turné Let’s Break the Monotony, které obsahovalo koncerty v ČR, Slovensku a Polsku.

### Breath(2011 - 2012)
V létě 2011 kapela odehrála několik letních festivalů a psala písně na připravovanou debutovou desku. Produkce první desky se ujal legendární Steve Albini (Pixies, Nirvana, Manic Street Preachers, PJ Harvey) a Boris Carloff. V listopadu 2011 kapela nahrála ve studiu Steva Albiniho v Chicagu 6 písní. V září 2011 také vyšel singl z nové desky nazvaný „Lost in Your Shades“, který předznamenává současný vývoj kapely. Videoklip k „Lost in Your Shades“ vyšel koncem roku 2011. 26. listopadu se A Banquet objevili v České televizi jako hosté pořadu Medúza, kde akusticky zahráli z připravované desky píseň „Far Away“. 
Debutové album Breath vyšlo v dubnu 2012 a bylo pokřtěno 10.4. 2012 v pražském Lucerna Music Baru. Breath bylo přes 5 týdnů nejprodávanější deskou na supraphonline.cz. Deska měla příznivé recenze - 8/10 MusicServer.cz, 80 % MF Dnes, 6/7 iReport, 80 % Koule.cz. Začátkem května byl vypuštěn videoklip k prvnímu singlu - Far Away. Ten se několik týdnů udržel na vrcholu T-Music Chart, MTV Wishlist a Óčko chart a zařadila ho do rotací i některá česká rádia. Kapelu si vybrala jako support pro svůj pražský koncert britská skupina Hadouken!
Během léta 2012 se kapela představila na největších tuzemských festivalech - Rock for People, Colours of Ostrava, Open Air, Rock for Churchill nebo na slovenském Grape Festivalu.
Podzim 2012 A Banquet strávili na turné jako předskokani Mandrage k jejich 2. části turné Moje Krevní Skupina.  V listopadu předskakovali i britské skupině The Cribs. V prosinci 2012 vychází druhý singl Climb the Hill společně i s dalším videoklipem. Před Vánoci A Banquet odlétají na koncerty do Velké Británie, kde natáčí i nový singl, který má vyjít v průběhu roku 2013.

### 2013 - 2014
V roce 2013 pokračuje turné koncerty v Maďarsku, Itálii a Rusku. Po návratu kapela sbírá ocenění v podobě Objevu roku a nominace na Skladbu roku v anketě Žebřík, 2. místo v Objevu roku hudebních cen Óčko TV a 3. místo v kategorii Objev roku v Ceny Anděl 2012. Také získává první místo za nejlepší obal desky (Breath) a nejlepší merch v Megaton show. V dubnu kapela předskakuje v Praze americké skupině Imagine Dragons ve vyprodaném Sasazu. Během dubna A Banquet vybírají peníze na nový klip v projektu startovac.cz. Nový singl a videoklip Too Young vychází 16. května 2013. V létě se A Banquet představili ve společném setu s Mandrage na Rock For People před několika tisíci lidmi. Obě kapely se ve stejném setu setkají na Smíchov Open Airu o dva měsíce později. A Banquet se také objevili na dvou zastávkách putovního českého festivalu České hrady. Podle reportáže ve VIP zprávách A Banquet právě pracují na nových písních, které by se měly objevit na jejich dalším albu.
V průběhu podzimu 2013 se A Banquet objevují jako předkapela Support Lesbiens, např. 4.12. na křtu v Paláci Akropolis v Praze.
Začátkem roku 2014 kapela odehrála sérii koncertů po Čechách, z nich některé absolvovala společně s novou kapelou Alberta Černého - Lake Malawi.
V dubnu 2014 vydávají Michael a Richard společný singl Stín perutí pro jejich nový projekt Rituály.

### Rozpad (2014)
V létě 2014 přichází nečekaná zpráva o ukončení další činnosti kapely. A Banquet odehrávají poslední dva koncerty na festivalech Sázavafest a Natruc. Michael a Richard společně dále pokračují v jejich nové kapele Rituály, Matěj plánuje odjezd do zahraničí.

## Členové
- Matěj „Mathieu“ Káninský – zpěv, kytara, syntezátor, texty
- Michael Vácha – baskytara, syntezátor, kytara, doprovodný zpěv
- Richard Spilka – bicí

## Diskografie

### Alba a EP
- 2009: FUTU-ROLL! (demo EP)
- 2010: Kiss the Night! (EP)
- 2012: Breath

### Singly
- 2010: „Dark Streets“
- 2011: „Freeze to Caress“
- 2011: „Magic Eyes of May“
- 2011: „Lost in Yours Shades“
- 2012: „Far Away“
- 2012: „Climb the Hill“
- 2013: „Too Young“

### Videoklipy
- 2011: „Freeze to Caress“
- 2011: „Gold Frames“
- 2011: „Lost in Yours Shades“
- 2012: „Far Away“
- 2012: „Climb the Hill“
- 2013: „Too Young“